# Milan Paumer
Milan Paumer (7. dubna 1931 Kolín – 22. července 2010 Praha) byl člen antikomunistické odbojové skupiny bratří Mašínů, s níž v roce 1953 utekl z Československa přes Východní Německo do Západního Berlína, aby v USA vstoupili do armády a připravili se na výsadek zpět do Československa. Během útěku z Československa členové skupiny zabili sedm policistů a pokladníka. Z původně pětičlenné skupiny se do Západního Berlína dostali jen bratři Mašínovi a Milan Paumer, další dva členové skupiny Václav Švéda a Zbyněk Janata byli během útěku v NDR zraněni, zadrženi a předáni do Československé republiky, kde byli později brutálně mučeni a posléze popraveni. Působení skupiny je některými historiky i částí české veřejnosti považováno za kontroverzní , a i proto premiér Mirek Topolánek udělil v roce 2008 Milanu Paumerovi čestnou Plaketu předsedy vlády České republiky.

## Život

### Dětství a vzdělání
Narodil se v Kolíně, ale dětství strávil v Poděbradech kde se poprvé seznámil se syny generála Josefa Mašína, Ctiradem a Josefem. Po válce se vyučil strojním zámečníkem, pak studoval strojní průmyslovku v Kolíně. V roce 1952 nastoupil vojenskou službu a byl zařazen na Vojenskou akademii v Martině.

### Po únoru 1948
Po únoru 1948 se s nimi účastnil organizace i provádění záškodnických akcí namířených proti komunistickému režimu. Nejprve šlo o sabotáže jako zapalování stohů a rozbíjení Stalinových portrétů. K rozhodnému obratu došlo po květnu 1949, kdy režim začal popravovat z politických důvodů i studenty právnické fakulty, kteří jako Milan Paumer a rodina Mašínů sdíleli antifašistické, a tedy i antitotalitní myšlení a šířili Masarykovy ideály (Boris Kovaříček, Josef Hruška a Karel Bacílek mladší (* 25. března 1920), popraveni na Pankráci v časných ranních hodinách dne 24. května 1949; Veleslav Wahl zatčen 12. září 1949, popraven 16. června 1950). V roce 1951 skupina ve snaze získat zbraně přepadla služebny SNB v Chlumci nad Cidlinou a Čelákovicích, při čemž jeden příslušník SNB byl zastřelen a druhému Ctirad Mašín poté, co zjistil, že byl příslušníkem poznán, podřízl hrdlo skautským nožem. O rok později byl při přepadení vozu vezoucího výplaty do Kovolisu Hedvikov zabit účetní podniku Kovolis Josef Rošický. Této akce se však on sám osobně nezúčastnil.

### Útěk na Západ
Začátkem října 1953 se skupina rozhodla odejít na Západ. V té době vykonával základní vojenskou službu ve slovenském Martině, ale byl kontaktován a v Poděbradech se k pětičlenně skupině přidal.
Po dramatickém, 29 dnů trvajícím útěku přes Východní Německo se jemu a bratrům Mašínům podařilo dostat do amerického sektoru Berlína. Dva členové skupiny, Zbyněk Janata a Václav Švéda, byli po těžkém zranění dopadeni, poté vydáni do Československa a popraveni. Milan Paumer byl při útěku postřelen do břicha.

### V emigraci
Po příchodu do USA vstoupil do americké armády; v rámci služby byl vyslán do Koreje. Po vypršení pětiletého závazku se usadil na Floridě, kde pracoval jako údržbář, dělník v leteckých opravnách a taxikář. Do důchodu odešel v roce 1998 jako majitel taxislužby.

### Návrat do Česka

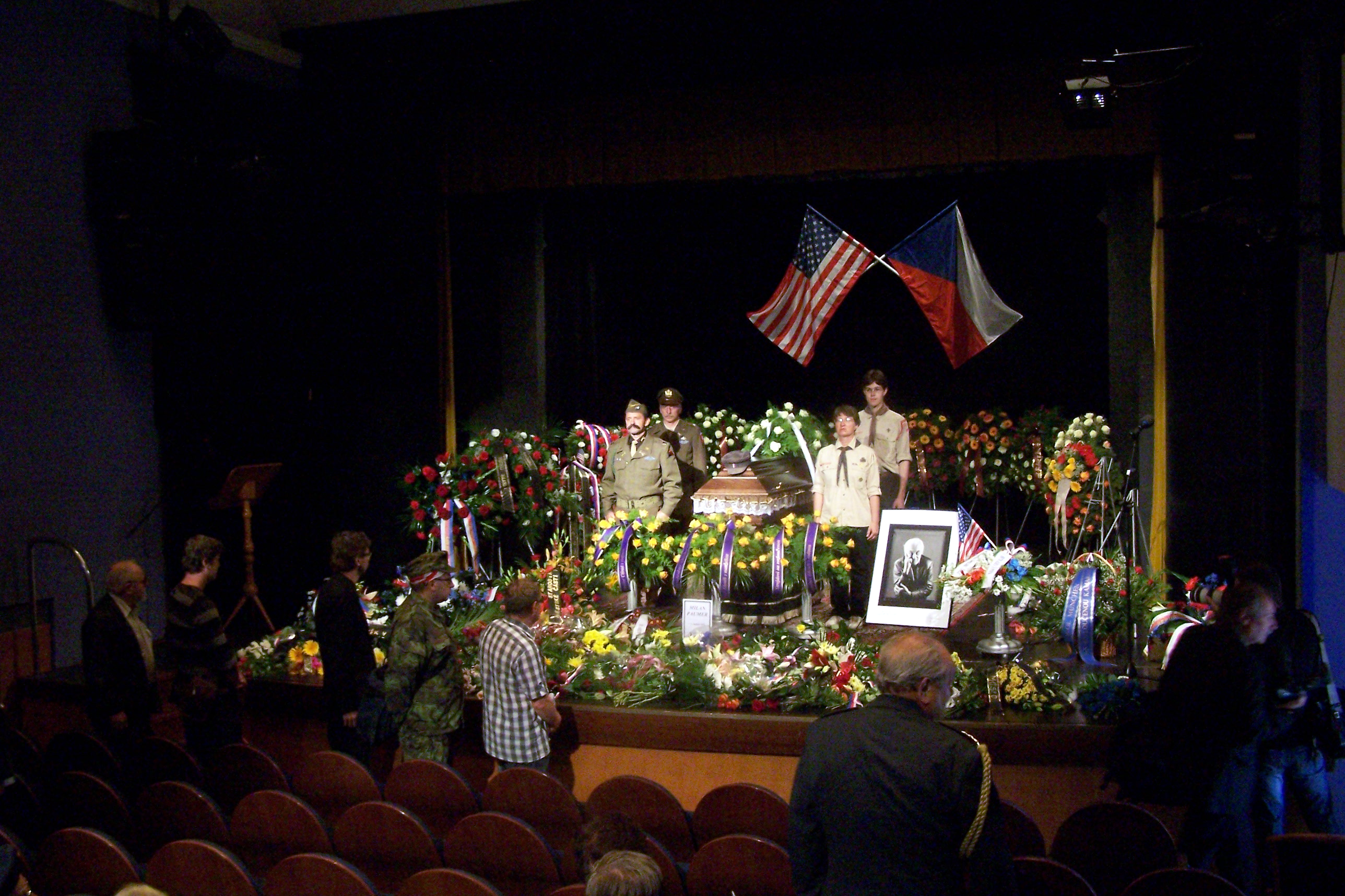
Čestná stráž

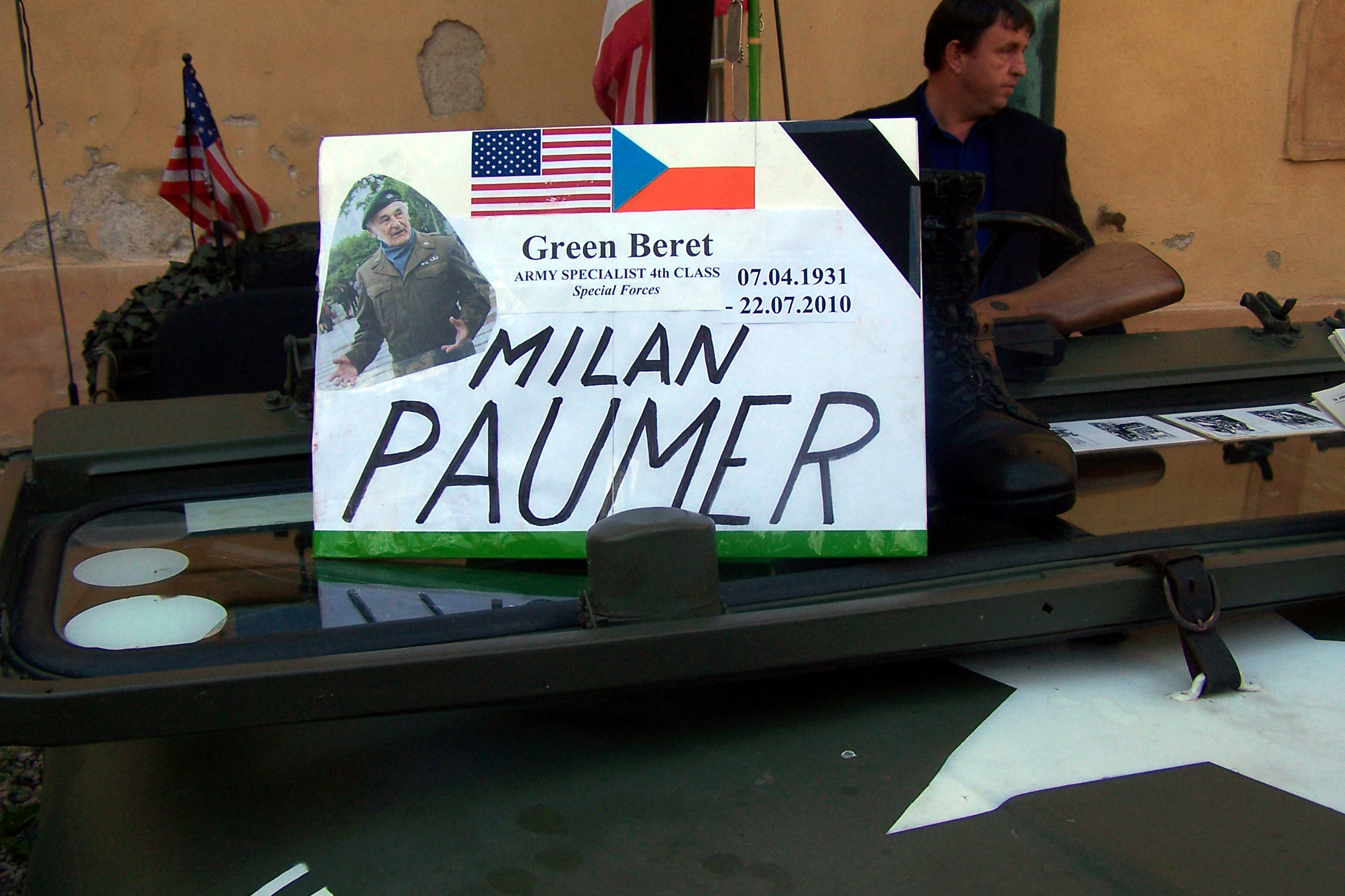
Z pohřbu

V roce 2001 se vrátil do ČR, kde se aktivně účastnil politického dění. Od roku 2004 byl členem Konzervativní strany , za kterou v roce 2004 kandidoval na poslance do Evropského parlamentu . V krajských volbách v roce 2008 neúspěšně kandidoval ve Středočeském kraji na kandidátní listině Konzervativní koalice.
Byl čestným členem Konfederace politických vězňů České republiky, skautského oddílu – 53. středisko bratří Mašínů a také patronem občanského sdružení Mladá pravice.
Zemřel náhle 22. července 2010 v Praze. Jeho pohřbu v poděbradském divadle se zúčastnila řada převážně pravicových politiků, včetně premiéra Nečase, který Paumerovu odbojovou (antikomunistickou) činnost verbálně ocenil.

## Citát
| „ | My jsme nechtěli střílet. Ale dostali jsme se do situací, kdy jsme střílet museli. Buď my, nebo oni. Třídní boj vyhlásil režim. Ne my. Oni zabíjeli a popravovali. Měli jsme jít proti nim s holýma rukama? | “ |

## Vyznamenání a kritika
Dne 4. března 2008 mu Mirek Topolánek udělil čestnou plaketu předsedy vlády České republiky.
Mezi časté argumenty odpůrců patří zejména diskutabilní morální ospravedlněnost činů skupiny, ke které Paumer patřil, a zda jejich činy namísto zvýšení veřejného odporu k režimu naopak nenapomáhaly k jeho propagaci a nutnosti „tvrdé ruky“. Z činů „třetího odboje“ se totiž dala velice jednoduše utvořit živná půda pro komunistickou propagandu.
Epizoda Strach z kontroverzního seriálu Třicet případů majora Zemana je volně inspirována přepadením služebny SNB v Čelákovicích, na němž se Paumer podílel. Při tomto přepadení Ctirad Mašín podřezal omámeného strážmistra Jaroslava Honzátka.